# Sociedade Broteriana
Sociedade Broteriana é uma sociedade, fundada no ano de 1880 em Coimbra e assim denominada em honra do eminente naturalista Félix de Avelar Brotero, destinada a congregar botânicos e outras individualidades interessadas por aqueles estudos. Em 1880 iniciou a publicação do Boletim da Sociedade Broteriana, revista de carácter científico que ainda hoje se mantém. A iniciativa da fundação pertenceu a Júlio Henriques, professor de Botânica na Universidade de Coimbra.